# پولوکتسه
پولوکتسه (به صربی: Polokce) یک منطقهٔ مسکونی در صربستان است که در نووی پازار واقع شده‌است.